# Hu'erle
Hu'erle (kinesiska: 胡尔勒, 胡尔勒镇) är en köping i Kina. Den ligger i den autonoma regionen Inre Mongoliet, i den norra delen av landet, omkring 1 100 kilometer nordost om regionhuvudstaden Hohhot. Antalet invånare är 35780. Befolkningen består av 17 055 kvinnor och 18 725 män. Barn under 15 år utgör 16,0 %, vuxna 15-64 år 79 %, och äldre över 65 år 3,0 %.
Genomsnittlig årsnederbörd är 688 millimeter. Den regnigaste månaden är juli, med i genomsnitt 255 mm nederbörd, och den torraste är januari, med 4 mm nederbörd.